# Henry Beaufort, 2. jarl af Somerset
Henry Beaufort, 2. jarl af Somerset (sandsynligvis 26. november 1401 - 25. november 1418) var en engelsk adelsmand, der døde i en alder af næsten 17 år under belejringen af Rouen i Frankrig under Hundredårskrigen, hvor han kæmpede Lancaster-sagen. Da han døde ugift uden børn, blev hans arving hans yngre bror John Beaufort 3. jarl af Somerset og fra 1448 1. hertug af Somerset.

## Baggrund
Han var den ældste søn og arving til John Beaufort, 1. jarl af Somerset (1371-1410), den ældste af de fire legitime sønner af Johan af Gent, 1. hertug af Lancaster (en yngre søn af kong Edvard 3.) og hans elskerinde Katherine Swynford. Hans mor var Margaret Holland (1385-1439), en datter af Thomas Holland, 2. jarl af Kent, søn af Johanne "den smukke Jomfru" af Kent, et barnebarn af kong Edvard 1. og hustru til Edvard, den sorte prins (Johan af Gents ældste bror) og mor til kong Richard 2.

## Karriere
Henry efterfulgte sin far som jarl af Somerset den 16. marts 1410. Da han stadig var umyndig kontrollerede hans mor hans lande for ham, indtil han nåede en alder af 15 år.

## Død & arv
Han døde i en alder af næsten sytten år under belejringen af Rouen under Hundredårskrigen, hvor han kæmpede under ledelse af sin farbror, Thomas Beaufort, hertug af Exeter. Han døde ugift og blev efterfulgt af sin yngre bror John Beaufort, 1. hertug af Somerset, 3. jarl af Somerset (1404-1444).